# Gießen
Gießen is de grootste stad en middelpunt van Opper-Hessen, een belangrijke universiteitsstad, verkeersknooppunt alsook bestuurlijk centrum voor het Regierungsbezirk Gießen en de Landkreis Gießen. Gießen is de op zeven na grootste stad van Hessen en telt 90.131 inwoners. Het is een stad met sonderstatus.

## Bijzonderheden

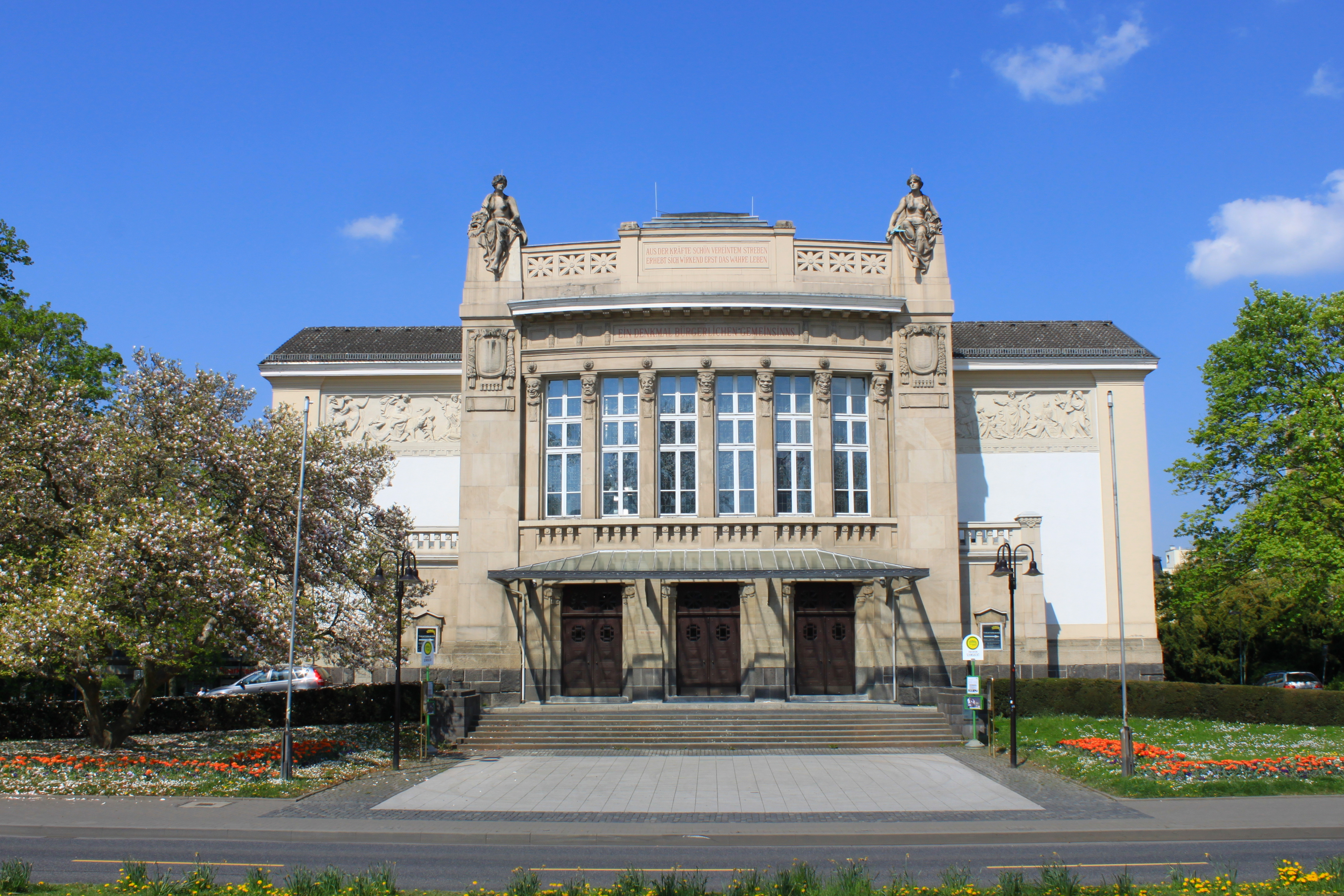
Theater

Door de geringe (normale) industrie die er is in Gießen is de nadruk meer komen te liggen op de immer toenemende dienstenindustrie, de vermaarde Justus Liebig-universiteit, en zijn centrale ligging in het hart van Duitsland, de directe nabijheid van het Rijn-Maingebied en goede verkeersverbindingen.
Beroemde persoonlijkheden zijn bijvoorbeeld Justus von Liebig, naar wie de universiteit genoemd werd, Wilhelm Conrad Röntgen, de eerste nobelprijswinnaar voor fysica (1901), die hier gestudeerd heeft en begraven ligt, Wilhelm Liebknecht, in Gießen geboren medeoprichter van de SPD of de psychoanalyticus Horst-Eberhard Richter, o.a. medeoprichter van de internationale vereniging van artsen tegen de atoomoorlog, die in 1985 met de Nobelprijs voor de Vrede bekroond werd. Georg Büchner studeerde in Gießen, richtte in 1834 de "Gemeenschap voor Mensenrechten" op en gaf "Der Hessische Landbote" uit. Johann Wolfgang von Goethe, die zich enkele maanden als stagiair bij de rechtbank van hoger beroep in Wetzlar (ca. 15 km ten westen van Gießen) ophield, kon men gedurende deze tijd ook enkele keren in de herberg "Zum Löwen" (Neuenweg) aantreffen.
Gießen heeft de hoogste studentendichtheid van Duitsland. Op 77.000 inwoners zijn er rond de 32.000 studenten, dan zijn er naast de universiteit in Gießen ook nog de Technische Hochschule Mittelhessen met ongeveer 13.000 studenten, waarvan ongeveer 7.500 in Gießen.
De voetbalclub VfB 1900 Gießen speelt zijn thuiswedstrijden in Gießen.

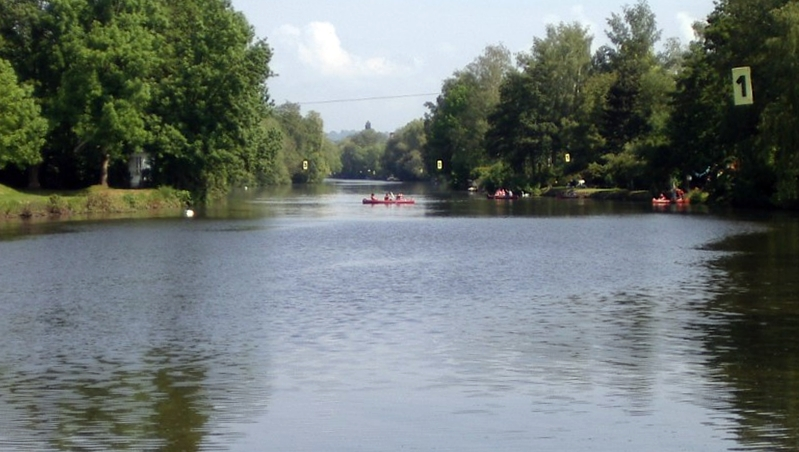
Watersporters op de Lahn

## Geografie
Gießen ligt aan de rivier, de Lahn, juist daar, waar ze haar loop van zuidelijke in westelijke richting verandert, in een van de zeldzame uitbreidingen van het Lahndal. Drie middelgebergten omgeven Gießen: ten westen van de stad ligt het Westerwald, zuidwestelijk de Taunus en oostelijk daarvan de Vogelsberg. Naar het zuiden toe opent zich het landschap naar de vlakkere Wetterau.
Buursteden van Gießen zijn Wetzlar (15 km westelijk) en Marburg (30 km noordelijk), die beide eveneens aan de Lahn liggen, alsook Fulda (80 km oostelijk), Friedberg (30 km zuidelijk) en Frankfurt (70 km zuidelijk).

## Kernen
- Wieseck
- Kleinlinden
- Allendorf/Lahn im Südwesten
- Rödgen
- Lützellinden
- Petersweiher
- Schiffenberg

## Geboren in Gießen
- Elisabeth Amalia van Hessen-Darmstadt (1635-1709),  prinses van Hessen-Darmstadt en keurvorstin van de Palts
- Ferdinand Küchler (1867-1937), violist en componist van instructieve vioolmuziek en een vermaard vioolpedagoog
- Fritz Pfeffer (1889-1944), tandarts en bewoner van Het Achterhuis
- Karl Retzlaff (1890-1967), SS-generaal
- Volker Bouffier (1951), politicus en minister-president van Hessen (2010–2022)
- Stefan Bellof (1957-1985), autocoureur
- Harald Lesch (1960), natuur- en sterrenkundige, natuurfilosoof, schrijver en televisiepresentator
- Chris Liebing (1968), muziekproducent (dj en producent van techno)
- Demis Nikolaidis (1973), Grieks voetballer
- Julian Theobald (1984), autocoureur
- Julia Sude (1987), beachvolleyballer
- Sonny Kittel (1993), voetballer

## Partnersteden
- Hradec Králové (Tsjechië)

Allendorf (Lumda) ·
Biebertal ·
Buseck ·
Fernwald ·
Gießen ·
Grünberg ·
Heuchelheim ·
Hungen ·
Langgöns ·
Laubach ·
Lich ·
Linden ·
Lollar ·
Pohlheim ·
Rabenau ·
Reiskirchen ·
Staufenberg ·
Wettenberg